# Alice Berend
Pour les articles homonymes, voir Berend.
Alice Berend (née le 30 juin 1875 à Berlin, morte le 2 avril 1938 à Florence) est une écrivaine allemande.

## Biographie
Elle est la fille d'un propriétaire et d'une héritière d'une banque, sa sœur cadette sera la peintre Charlotte Berend-Corinth. En 1898, elle commence à écrire dans des journaux. En 1904, elle épouse à Londres John Jönsson (sv), un écrivain suédois qui n'a pas de succès. Ils s'installent à Berlin-Tiergarten puis juste avant la guerre, à Florence, ensuite Berlin-Zehlendorf, Munich et Oberstdorf.
Entre 1920 et 1924, elle habite à Constance. Elle y rencontre les peintres Kasia von Szadurska (de), Willi Münch-Khe, Karl Einhart, les écrivains Waldemar Flaig (de), Fritz Mauthner, Harriet Straub (de), Wilhelm von Scholz (de). Elle se sépare de Jönsson et se marie à Londres en 1926 avec le peintre Hans Breinlinger (de).
Elle revient avec lui à Berlin. En 1933, elle est inscrite sur la liste des auteurs interdits pendant la période du national-socialisme, en raison de ses origines juives, bien qu'elle n'ait jamais pratiqué cette religion, ait épousé des chrétiens, fait baptiser ses enfants ; elle-même se convertira au christianisme deux ans avant sa mort. La même année, Berend et Breinlinger divorcent.
En 1935, elle émigre à Florence avec sa fille Carlota, issue de son premier mariage. Ses nouveaux ouvrages ne sont pas publiés en Allemagne. Au printemps 1938, elle meurt d'une longue maladie, dans la pauvreté et l'oubli. À son enterrement, il n'y eut que le prêtre et sa fille.

## Œuvre
Berend écrit à partir de 1910 une série de romans humoristiques et réalistes, souvent situés dans le Berlin bourgeois, ainsi que des livres pour enfants. La description de ses personnages lui vaut une réputation de "petite Fontane".
À sa mort, elle travaille sur un roman qui n'est publié qu'en 1962. Après la Seconde Guerre mondiale, elle demeure dans une certaine ignorance.
Œuvres
- Die Reise des Herrn Sebastian Wenzel (1912)
- Frau Hempels Tochter (1913)
- Die Bräutigame der Babette Bomberling (1915)
- Spreemann & Co. (1916)
- Die zu Kittelsrode (1917)
- Matthias Senfs Verlöbnis (1918)
- Der Glückspilz (1919)
- Einfache Herzen (1919)
- Jungfer Binchen und die Junggesellen (1920)
- Muhme Rehlen (1921)
- Bruders Bekenntnis (1922)
- Dore Brandt (1909 und 1922)
- Der Floh und der Geiger (1923)
- Betrachtungen eines Spießbürgers (1924)
- Kleine Umwege (1924)
- Der Schlangenmensch (1925)
- Die Geschichte der Arche Noah (1925)
- Das verbrannte Bett (1926)
- Fräulein Betty, die Witwe (1926)
- Die goldene Traube (1927)
- Der Herr Direktor (1928)
- Die kleine Perle (1929)
- Herr Fünf (1930)
- Das Gastspiel (1931)
- Der Kapitän vom Bodensee (1932)
- Die gute alte Zeit. Bürger und Spießbürger im 19. Jahrhundert (1962)